# Autotrak (Cobretti)

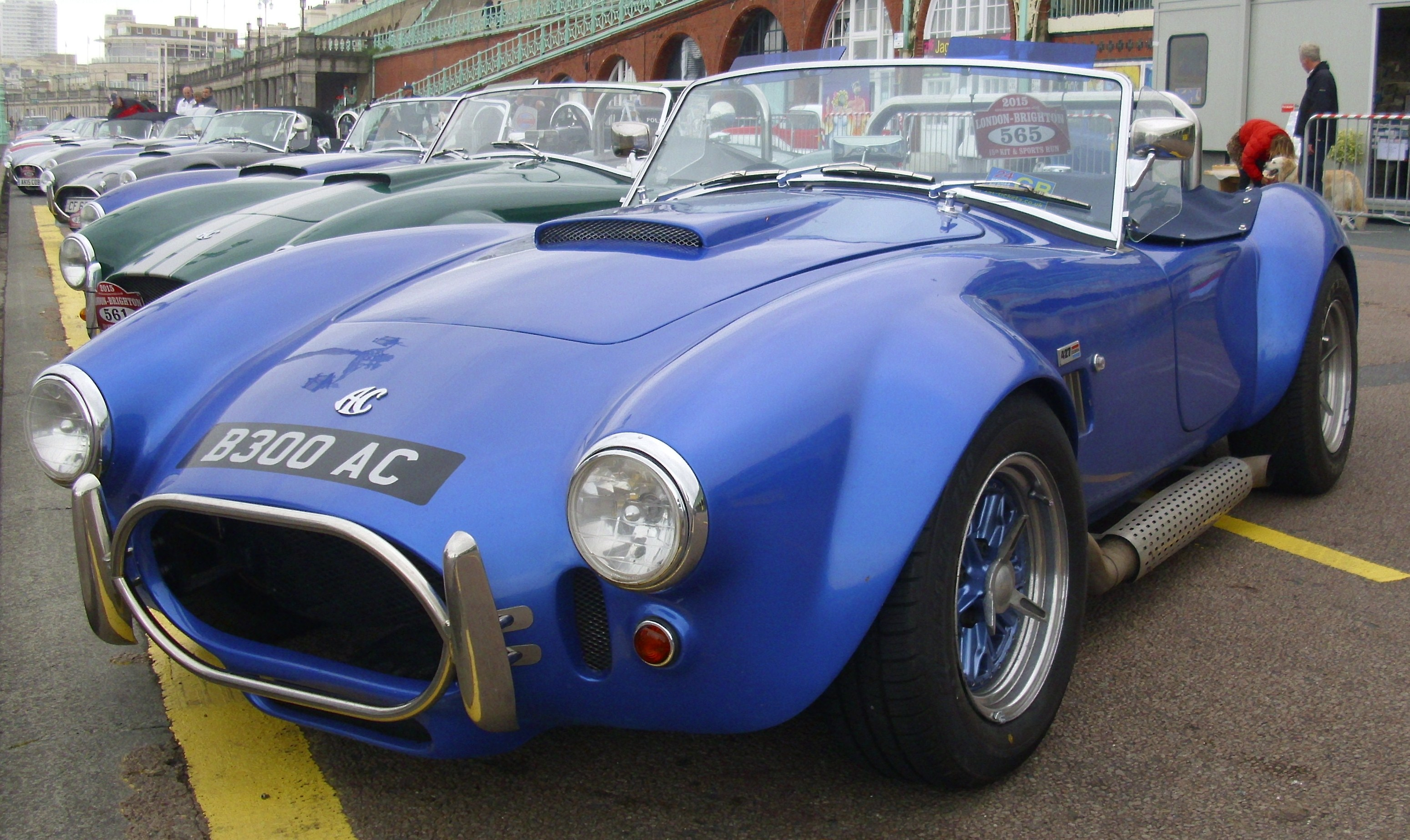
Cobretti 2009

Autotrak (Cobretti) Limited, zuvor Cobretti Engineering, ist ein britischer Hersteller von Automobilen.

## Unternehmensgeschichte
Bob und Martin Busbridge gründeten 1989 das Unternehmen Cobretti Engineering in Sutton im London Borough of Sutton. Sie begannen mit der Produktion von Automobilen und Kits. Der Markenname lautete Cobretti. 1992 erfolgte der Umzug nach Wallington im gleichen Stadtbezirk. 1999 zog nach Unternehmen nach Morden im London Borough of Merton und firmiert seitdem als Autotrak (Cobretti) Limited. Insgesamt entstanden bisher etwa 85 Exemplare.

## Fahrzeuge
Das einzige Modell ist die Viper, übernommen von Brightwheel Replicas. Dies ist die Nachbildung des AC Cobra. Die Viper 4 basierte anfangs auf dem Ford Cortina und später auf Ford Sierra und Ford Granada. Ein Vierzylindermotor treibt das Fahrzeug an. Die Viper V8 basiert auf einem Modell von Jaguar Cars. Ein V8-Motor, der entweder von Rover oder von einem amerikanischen Hersteller stammt, treibt das Fahrzeug an. In der Viper V12 kommt ein Zwölfzylindermotor von Jaguar zum Einsatz.